# دگرخواهی دوسویه

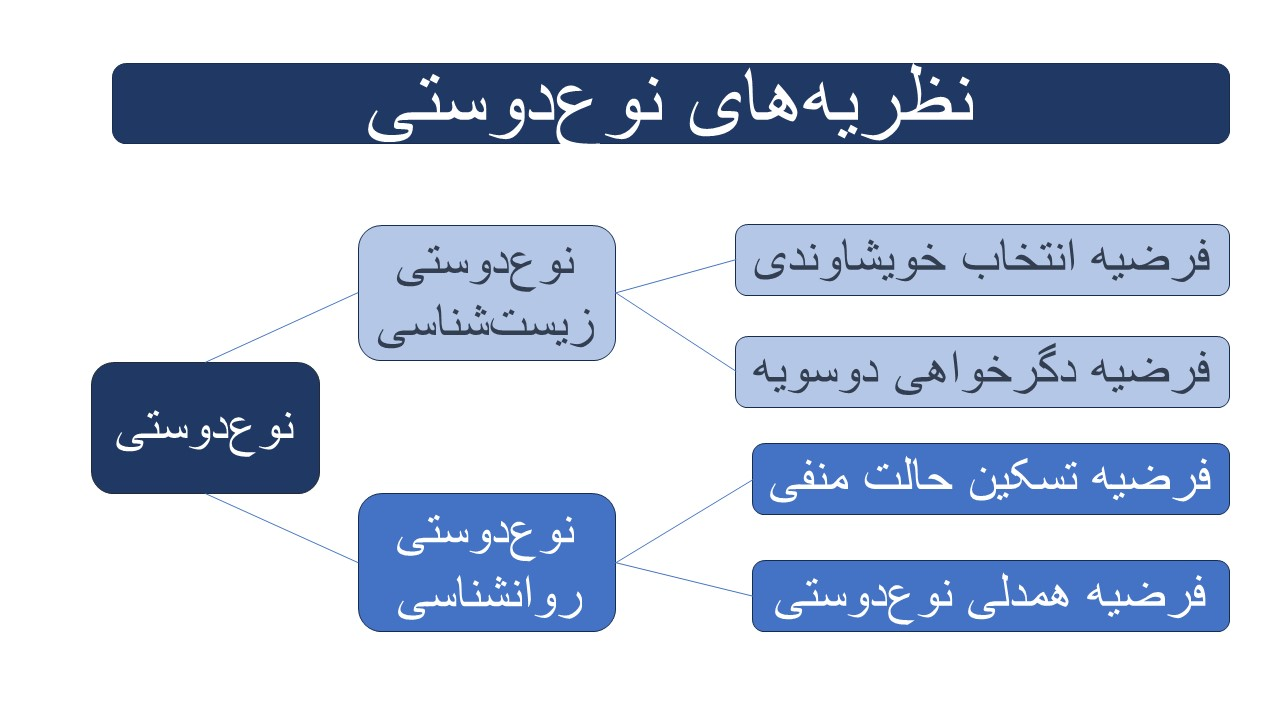
تئوری‌های نوع‌دوستی

در زیست‌شناسی فرگشتی، دگرخواهی دوسویه یا نوع‌دوستی متقابل (به انگلیسی: Reciprocal altruism)، رفتاری است که در آن یک جاندار زنده به گونه‌ای عمل می‌کند که به‌طور موقت برازش (نمایش کمی موفقیت بارداری) آن را کاهش می‌دهد، در حالی که برازش موجود دیگر را افزایش می‌دهد، با این انتظار که جاندار دیگر در زمان بعدی به شیوه‌ای مشابه عمل کند.
این مفهوم در ابتدا توسط رابرت تریورس برای توضیح فرگشت همکاری به عنوان نمونه‌هایی از اعمال نوع‌دوستانه دوسویه ایجاد شد. این مفهوم نزدیک به استراتژی این به آن در است که در تئوری بازیها استفاده می‌شود.
کریستوفر استفنز مجموعه‌ای از شرایط لازم و مشترک کافی را برای نمونه‌ای از دگرخواهی دوسویه نشان می‌دهد:
1. این رفتار باید برازش‌دهنده را نسبت به یک جایگزین خودخواهانه کاهش دهد.[۱]
2. برازش گیرنده باید نسبت به افراد غیردریافت‌کننده بالاتر باشد.[۱]
3. عملکرد رفتار نباید به دریافت سود فوری بستگی داشته باشد.[۱]
4. شرایط ۱، ۲، و ۳ باید برای هر دو فردی که در کمک دوسویه شرکت می‌کنند، اعمال شود.[۱]

شرط مهم نوع‌دوستی دوسویه این است که دو فرد یاور و گیرنده بیش از یک بار با یکدیگر تعامل داشته باشند و در برهم‌کنش‌های بعدی یکدیگر را بشناسند. اگر فقط یک برهم‌کنش وجود داشته باشد، یعنی هرگز در آینده دیده نشوند، این بدان معناست که امکان بازگشت سود وجود ندارد. از سوی دیگر، اگر افراد به‌طور مکرر با یکدیگر برهم‌کنش داشته باشند، می‌توانند کسانی را که در گذشته به آنها کمک کرده و کسانی را که کمک نکرده‌اند، بشناسند.

## نوع‌دوستی دوسویه در برابر انتخاب خویشاوندی
نوع‌دوستی دوسویه و انتخاب خویشاوندی هر دو پدیده، شامل افزایش برازش جانداران دیگر به بهای کاهش برازش خود می‌شوند. با این حال، این دو مفهوم متفاوت هستند. تفاوت اصلی بین انتخاب خویشاوندی و نوع‌دوستی دوسویه این است که انتخاب خویشاوندی در جانداران از نظر نوعی نزدیک مشاهده می‌شود، در حالی که نوع‌دوستی دوسویه در ارگانیسم غیرمرتبط دیده می‌شود. نوع‌دوستی دوسویه نخستین بار توسط رابرت تریورس توصیف شد، در حالی که نظریه انتخاب خویشاوند توسط مینارد اسمیت توصیف شد. تفاوت دیگر این است که دربارۀ نوع‌دوستی دوسویه، یک فرد با امید به دریافت کمک در آینده از آن فرد به فرد غیرمرتبط دیگر کمک می‌کند، در حالی که انتخاب خویشاوندی یک راهبرد انتخاب طبیعی است که در آن افراد نزدیک به یکدیگر، بدون انتظار دریافت هر گونه کمک از دیگران در آینده و تنها به امید بقای نوع خود به دیگران کمک می‌کنند.

## نمونه‌ها

### همزیستی پاک‌سازی
بیش از سی سال است که زیست‌شناسان دربارهٔ نقش همزیستی پاک‌سازی بحث کرده‌اند. برخی بر این باورند که پاکسازی نشان‌دهنده همکاری ایثارگرانه است، اساساً همزیستی دوسویه خالص و افزایش برازش هر دو فرد. برخی دیگر مانند رابرت تریورس معتقدند که این خودخواهی دوسویه را نشان می‌دهد، دگرخواهی دوسویه. برخی دیگر دوباره بر این باورند که رفتار تمیز کردن صرفاً بهره‌برداری یک‌سویه است، نوعی انگل.

## نگارخانه

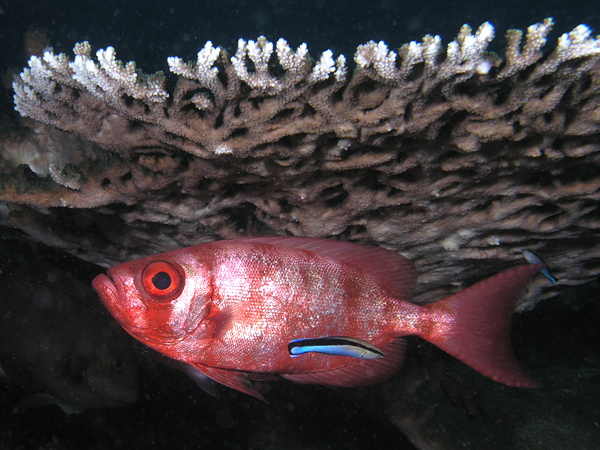
همزیستی پاکسازی: یک راس پاک‌کننده کوچک (Labroides dimidiatus) با خدمات رنگ‌آمیزی تبلیغاتی یک سنجاب‌ماهی چشم‌بزرگ (Priacanthus hamrur) در نمونه‌ای آشکار از نوع دگرخواهی دوسویه.
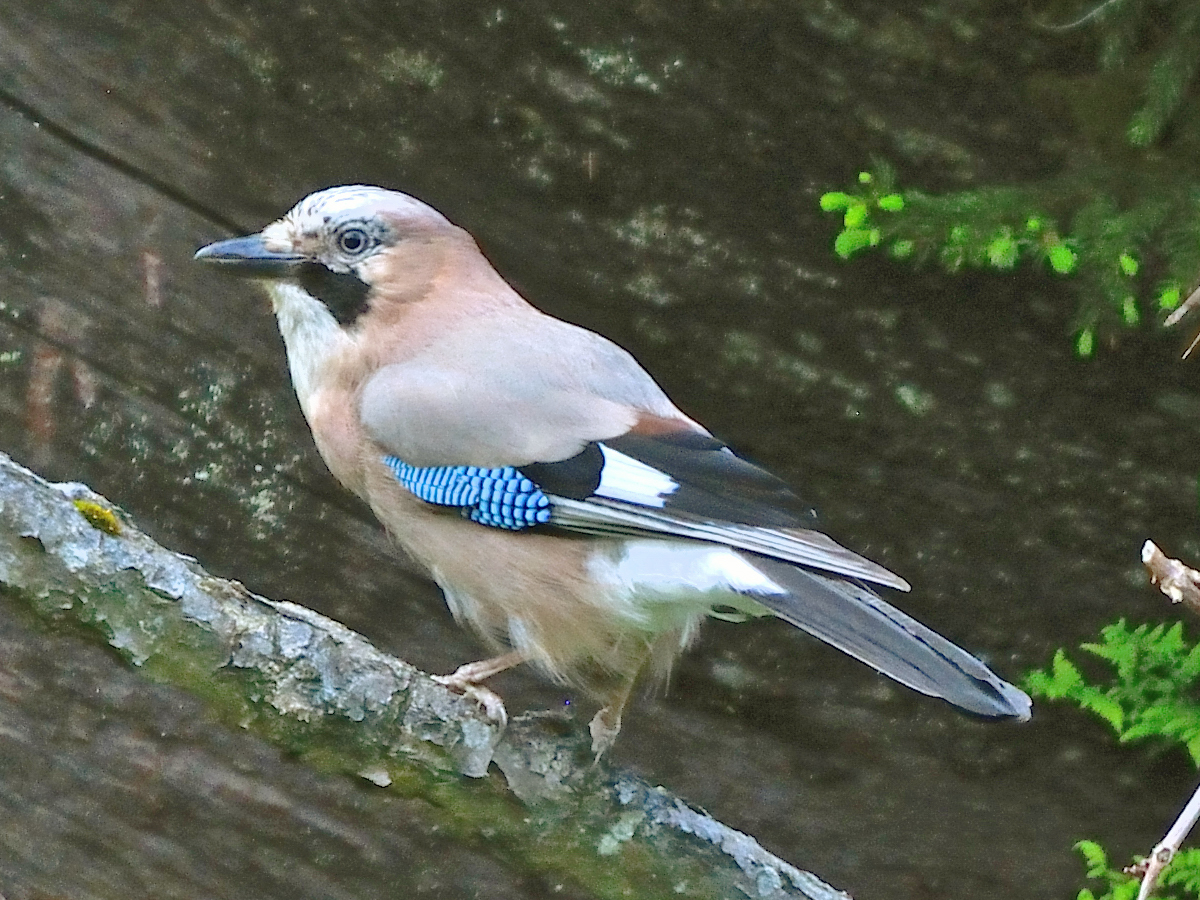
جی‌جاق اوراسیایی، Garrulus glandarius، وقتی شکارچی را می‌بیند، زنگ‌های هشدار بلندی را از روی درخت خود می‌دهد.
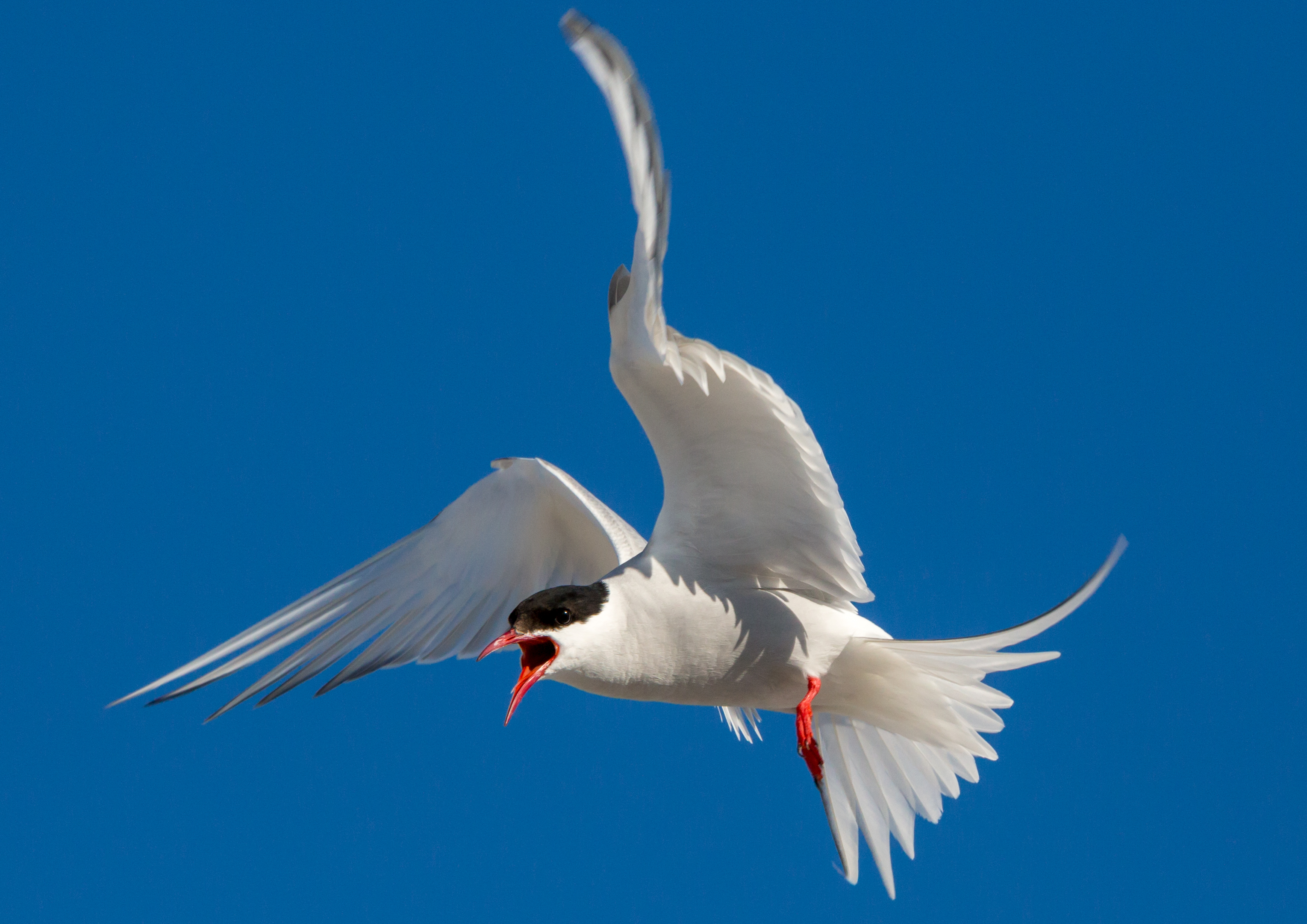
پرستودریایی قطبی با سقوط بسیار سریع از یک پرواز ثابت بر فراز دشمنان خود، به شدت از فرزندان خود محافظت می‌کنند. پرندگان دیگر معمولاً با زادآوری بسیار نزدیک به پرستودریایی‌های قطبی از این رفتار سود می‌برند.